# Podargus strigoides
El podargo australiano (Podargus strigoides), también conocido como podargo castaño o podargo papú, es una especie de ave caprimulgiforme de la familia Podargidae nativa de Australia y Tasmania. Son aves robustas y cabezonas a menudo confundidas con los búhos debido a sus hábitos nocturnos y coloración similar.

## Taxonomía
Fue descrito por primera vez en 1801 por el naturalista inglés John Latham. Su epíteto específico se deriva del latín strix que significa «búho» y oides que significa «forma». Pertenece al género Podargus que incluye a las otras dos especies de podargos encontrados dentro de Australia, el podargo ocelado (Podargus ocellatus) y el podargo papú (Podargus papuensis). Los podargos forman un grupo bien definido dentro del orden Caprimulgiformes. Aunque están relacionados con los búhos, sus parientes más cercanos son los guácharos, urutaúes, egotelos y los chotacabras. La evidencia fósil más antigua de los podargos es del Eoceno e implican que se separaron de sus parientes más cercanos a principios del Terciario.

### Subespecies
Tres subespecies son reconocidos actualmente:
- P. strigoides phalaenoides, se encuentra en todo el norte de Australia, hacia el sur hasta el Gran Desierto Arenoso, la meseta de Barkly y el golfo de Carpentaria en Queensland.[7]
- P. strigoides brachypterus, se encuentra en el oeste de Australia, hacia el norte hasta el Gran Desierto Arenoso, en dirección noreste a Channel Country en Queensland y al sureste hasta el Murray Mallee en Victoria.[7]

- P. strigoides strigoides, encontrada en el este y el sudeste de Australia, desde el norte de Cooktown a la periferia interior de la Gran Cordillera Divisoria y Tasmania.[7]